# Epigeneium triflorum
Epigeneium triflorum és una espècie d'orquídia epífita, originària de l'illa de Java.

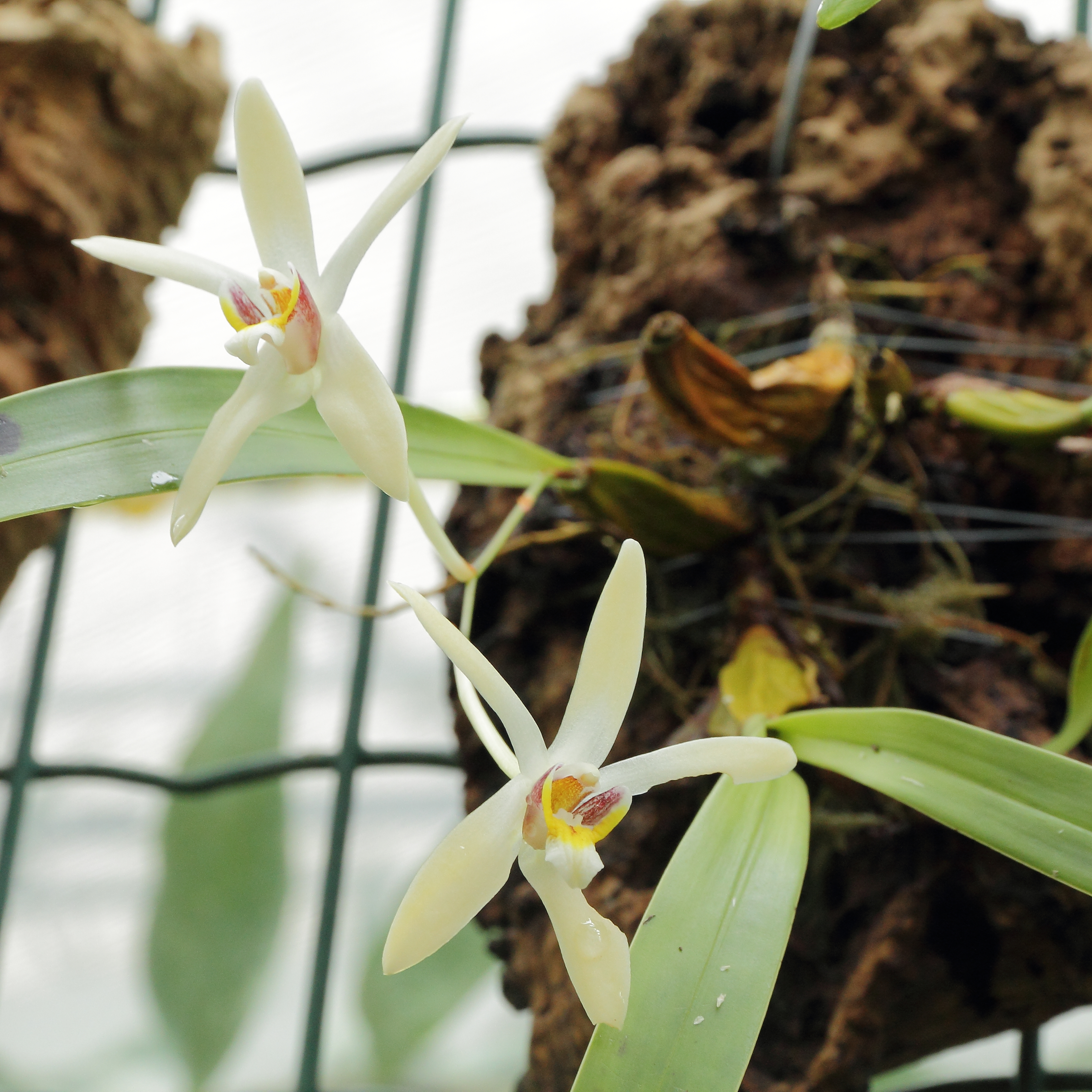
Detall de la flor

## Descripció
És una orquídia petita, amb hàbits d'epífita, que necessita llum brillant per a florir, i fa en l'hivern i a la primavera una flor molt atractiva. Té tiges compactes, quadrangulars, de pseudobulbs, que porten un parell de fulles bilobulades amb una inflorescència apical, prima i lateral, arquejada, de 30 cm de llarg, que porta fins a 6 flors molt belles, de color blanc cremoso, de llarga durada, en forma d'estel amb sèpals laterals més o menys de la mateixa grandària que el dorsal; el llavi té 2 costelles curtes en l'àpex.

## Distribució i hàbitat
Es troba a Java, a les muntanyes orientals, en elevacions de 1.000 a 1.800 metres, en grups grans, en les branques dels grans arbres.

## Taxonomia
Epigeneium triflorum fou descrita per (Blume) Summerh en Kew Bulletin, 265. 1957.
Etimologia

Epigeneium: nom genèric que deriva de dues paraules llatinitzades del grec επί (epi), que significa 'en', 'sobre' i γένειον (géneion), que significa 'barbeta', en referència a la forma en barbeta del llavi de la flor d'aquesta espècie.
triflorum: epítet llatí que significa 'amb tres flors'.
Sinonímia

- Desmotrichum triflorum Blume Basónimo
- Dendrobium triflorum (Blume) Lindl.
- Callista triflora (Blume) Kuntze
- Sarcopodium triflorum (Blume) Rolfe

var. elongatum (Blume) J.B.Comber
- Desmotrichum elongatum Blume
- Epigeneium elongatum (Blume) Summerh.
- Katherinea elongata (Blume) A.D.Hawkes
- Sarcopodium elongatum (Blume) Rolfe[5]